# August Göllerich (Pianist)

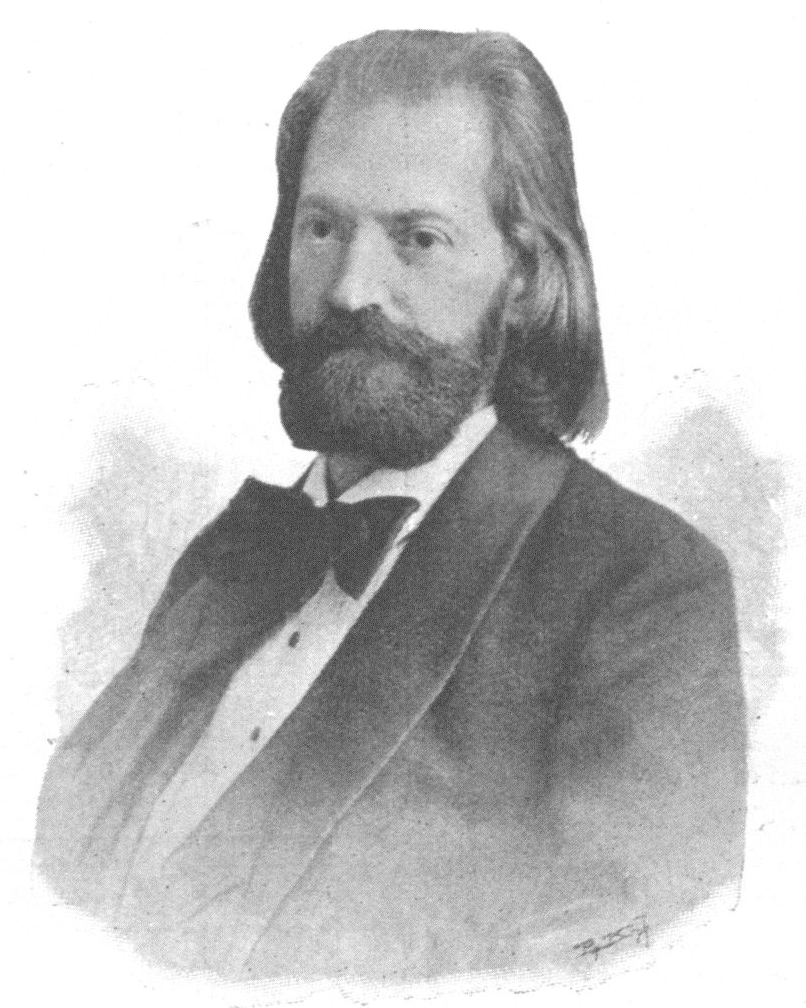
August Göllerich (1900)

August Göllerich (* 2. Juli 1859 in Linz; † 16. März 1923 ebenda) war ein österreichischer Pianist, Dirigent und Musikschriftsteller.

## Leben
Der Sohn des Welser Stadtsekretärs und späteren Reichsrats- und Landtagsabgeordneten August Göllerich und dessen Gattin Maria, geborene Nowotny, wuchs in gutbürgerlichen Verhältnissen in der Linzer Baumbachstraße 16 auf. Eine Gedenktafel an diesem Haus weist auf seinen Aufenthaltsort hin. Sein Vater war Mitglied eines liberalen Schriftsteller- und Literatenvereines in Wels. Göllerich besuchte nach der Trivialschule in Wels die Linzer Realschule, die er mit der Matura abschloss. Hier wohnte er vorerst bei Rudolf Ritter von Hoyer, später bei den Schwestern Anna und Eleonore Löffler. 1868 erhielt er seinen ersten Klavierunterricht in Wels durch einen Herrn Oberhuber und später bei dem ursprünglich aus Rostock stammenden Linzer Musiklehrer August Wieck. Mittwochabends traf er sich dort mit der mit ihm befreundeten Urfahranerin Ludovika Rohr zum vierhändigen Klavierspiel.
Mit den Schriften Richard Wagners befasste er sich bereits als Vierzehnjähriger im Jahr 1873. In diesem Jahr trat er in Wels bei einem Wohltätigkeitskonzert auf, wobei er einen ersten Erfolg erntete. Allerdings war er bereits seit seinem elften Lebensjahr in Wels öffentlich aufgetreten und hatte auch schon Einführungen in musikalische Werke geschrieben.
Nach bestandener Matura begann der hervorragende Mathematiker ein Studium an der Technischen Hochschule in Wien, wo er ein Mittellosigkeitszeugnis vorlegte und ein Stipendium für das Sommersemester 1878 in Höhe von 60 Gulden gewährt bekam. Seinen Wunsch, das Technikstudium abbrechen zu dürfen, um sich ganz der musikalischen Theorie und Praxis zu widmen, wurde seitens des Vaters abschlägig beschieden, wohl weil dieser aus eigener Anschauung das Los vieler Künstler kannte. Niemanden Geringeren als Anton Bruckner hatte Göllerichs Vater schon um Hilfe gebeten, und er wollte derlei finanzielle Sorgen seinem Sohn wohl ersparen. Durch seinen Vater lernte August Göllerich schon früh Bruckner kennen, da diese miteinander gut befreundet waren.
Nach dem Tod seines Vaters im Jahre 1883 wendete er sich vom technischen Studium ab und zur Gänze der Musik zu. Er begann sich eingehend mit Robert Schumanns und Johannes Brahms’ Werken sowie mit Richard Wagners Harmonik und Hector Berlioz’ Instrumentationskunst zu befassen.

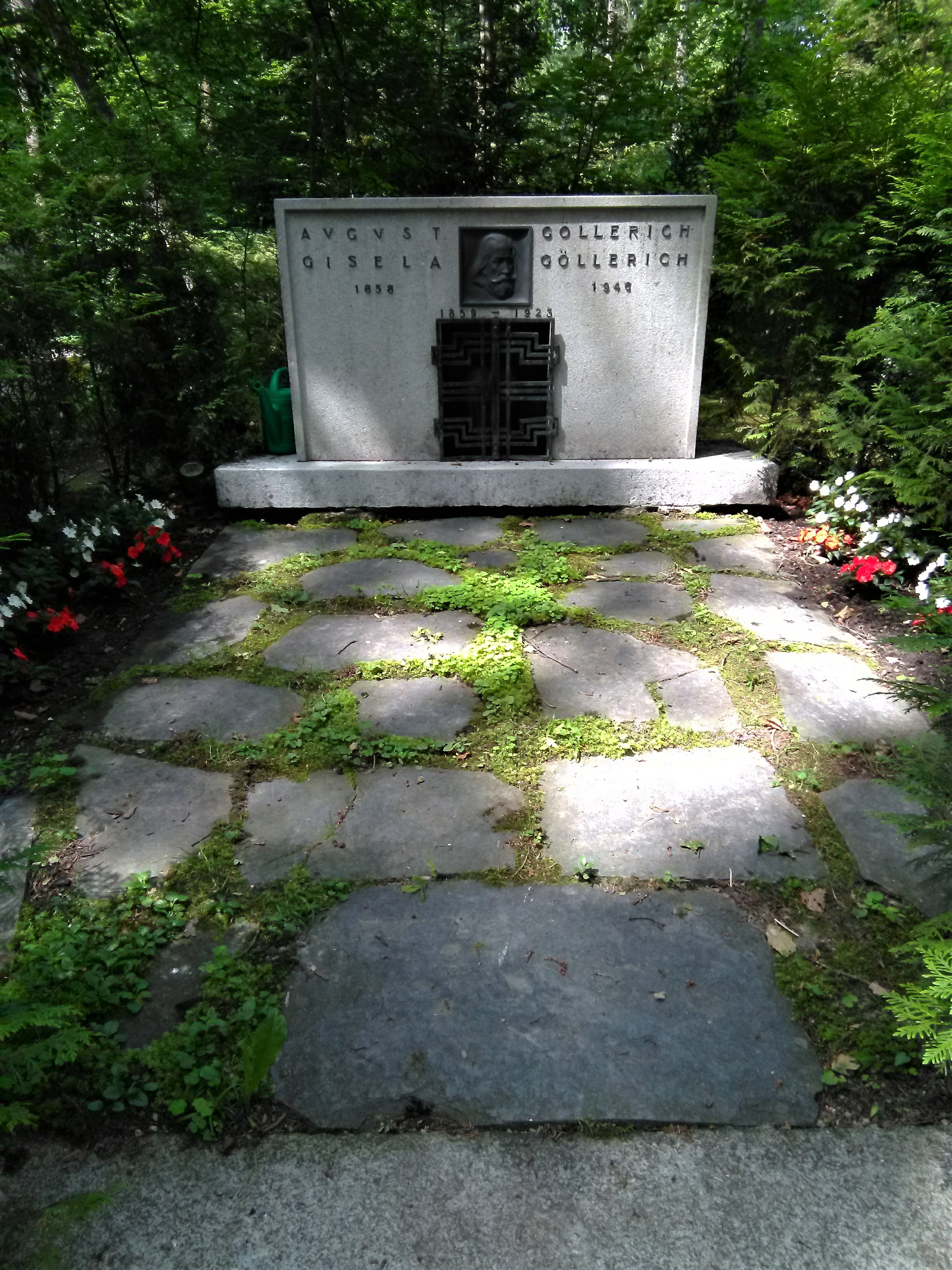
Urnenhain Urfahr, Grabstätte von August Göllerich

Göllerich arbeitete als Sekretär für Anton Bruckner und für Franz Liszt, dessen Klavierschüler er seit 1884 war. Nach Liszts Tod 1886 arbeitete er als Musikkritiker in Wien. Von 1890 bis 1896 war er Leiter der Ramann-Volckmann'schen Musikschule in Nürnberg. Das Amt des Direktors der Linzer Musikvereinsschule übte er von 1896 bis zu seinem Tod im Jahr 1923 aus, wodurch er auch künstlerischer Leiter der Musikvereinskonzerte sowie Chormeister des „Sängerbundes“ war. Durch sein Engagement wurde Linz zu einer Musikstadt ersten Ranges; er führte die wichtigsten Werke von Liszt und Bruckner erstmals in Linz auf.
Bereits im Jahr 1922 forderte Göllerich die Errichtung eines Brucknerhauses. Göllerich war mit Gisela Pászthory-Voigt, ebenfalls eine Liszt-Schülerin und Mutter des Komponisten Casimir von Pászthory, verheiratet. August Göllerich starb am 16. März 1923 in Linz; sein Grab befindet sich heute im Urnenhain Urfahr.
Die Anton Bruckner Privatuniversität war im Besitz seiner Tagebücher – in denen seine Erinnerungen an Liszt festgehalten sind – und anderer Materialien zu Göllerich, die sich nun in der Österreichischen Nationalbibliothek in Wien befinden.

## Veröffentlichungen
- Franz Liszt, Berlin 1908.
- Anton Bruckner. Ein Lebens- und Schaffensbild, 1922.

## Ehrungen
- 1929 wurde die Göllerichstraße in Linz nach ihm benannt; diese verbindet die Johann-Strauß-Straße mit der Hanriederstraße.[2]